# Juego de ruedas (ferrocarril)

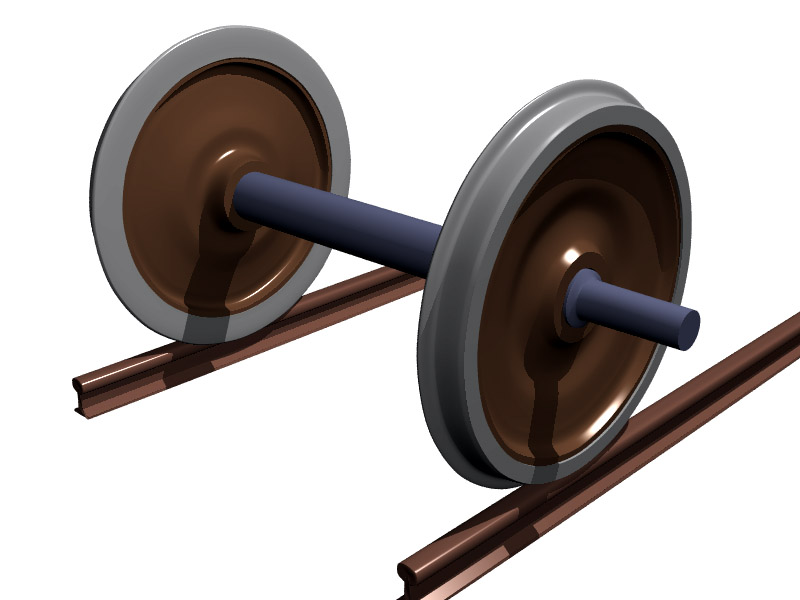
Dos ruedas fijadas a un eje recto, de modo que ambas giran al unísono, forman un juego de ruedas

Un juego de ruedas es un conjunto (generalmente rígido) formado por un eje y dos ruedas, utilizado como sistema de rodadura del material móvil ferroviario. Se denomina boje (o también bogíe) al bastidor situado debajo de cada extremo de un coche de viajeros, vagón o locomotora, en el que se ensamblan dos o más juegos de ruedas. Numerosos tipos de vagones de carga disponen de dos bogíes, que a su vez montan dos o tres juegos de ruedas cada uno. Sin embargo, los vagones de carga cortos generalmente no se diseñan con bogíes, sino que montan dos juegos de ruedas simples directamente. 

## Bogies Grovers
Este sistema tiene la particularidad de que se enlazan dos ejes simples pivotantes (cada uno colocado en un extremo del vagón), utilizando dos barras diagonales. El enlace entre los dos ejes permite mejorar la inscripción en las curvas cerradas del vagón (posibilitando un cierto grado de convergencia entre los dos ejes), garantizando a su vez el mantenimiento de su correcta orientación en los tramos rectos. Los vagones de dos ejes que operaban en líneas con curvas cerradas, como los Ferrocarriles de Queensland, usaban bogies Grovers.

## Juegos de ruedas especiales

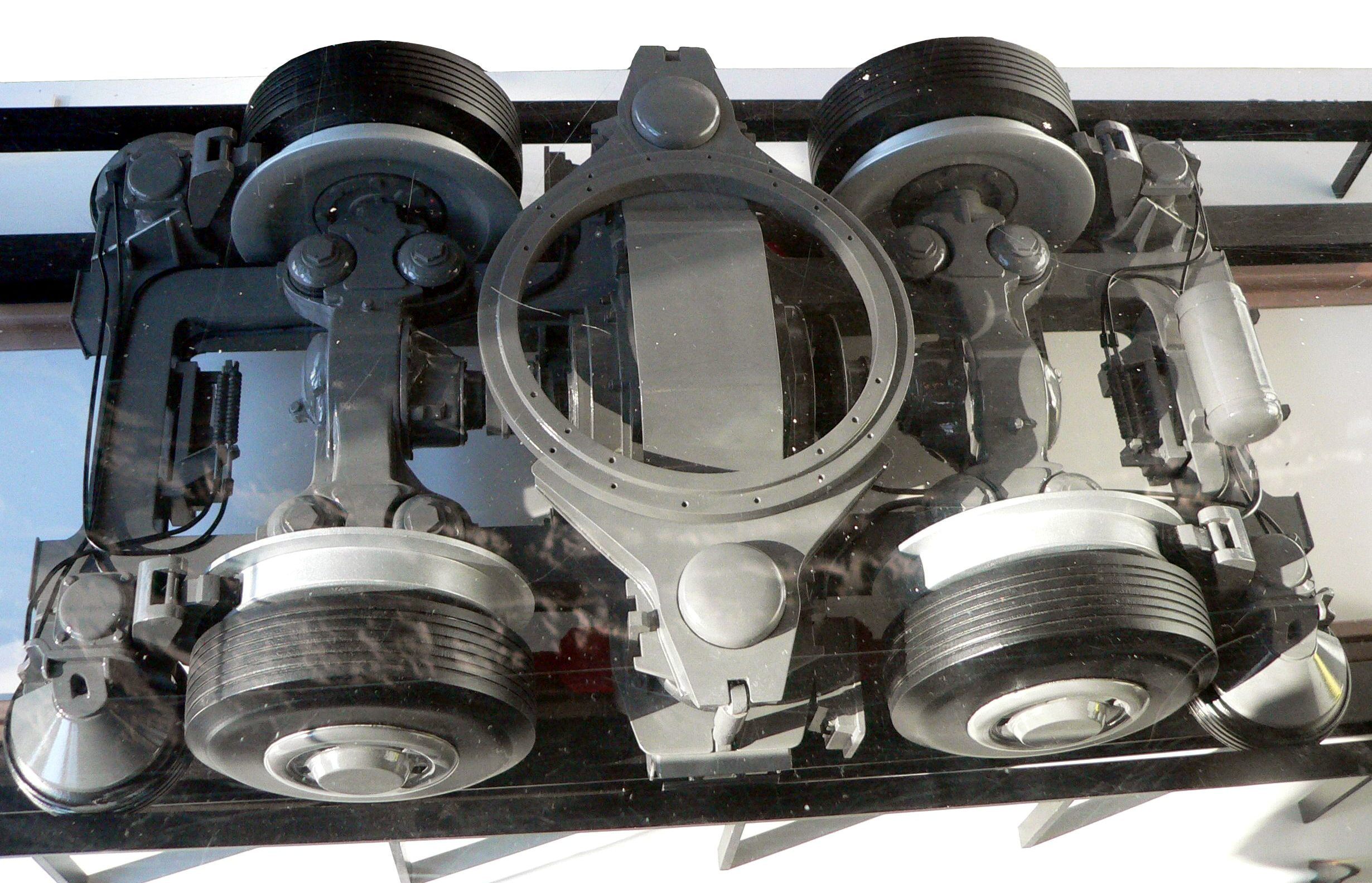
Boje del material rodante MP 89 del Metro de París, en el que se aprecian los dos juegos de ruedas especiales

Los metros con neumáticos cuentan con juegos de ruedas especiales que combinan cubiertas de caucho con ruedas de acero, a las que se sujetan con bridas especiales. Las pestañas inusualmente grandes en las ruedas de acero guían los bogíes al atravesar los desvíos estándar, y además evitan que el tren descarrile en caso de que los neumáticos se desinflen. 

## Forma cónica
La mayoría de las ruedas de tren tienen una sección troncocónica, con una conicidad de aproximadamente 1/20. Esta configuración contribuye a guiar las ruedas cuando el tren transita por tramos curvos, de modo que las pestañas de las ruedas no entren en contacto con los costados de la cabeza del raíl. Los carriles generalmente se inclinan hacia adentro con la misma pendiente que la conicidad de las ruedas. A medida que las ruedas se aproximan a una curva, tienden a continuar en línea recta debido a la inercia del vagón. Esta inercia hace que el juego de ruedas se desplace lateralmente a medida que la vía se curva. Debido a este hecho, el diámetro efectivo de las ruedas exteriores debe ser mayor que el de las ruedas interiores. Dado que las ruedas están unidas rígidamente por el eje, las ruedas exteriores recorren una distancia ligeramente mayor que las interiores, lo que hace que el tren siga naturalmente la curva (para más información sobre este proceso, véase movimiento de lazo). 
Los Ferrocarriles de Queensland, durante sus primeros cien años, utilizaron ruedas cilíndricas y carriles colocados verticalmente. Con raíles sin inclinar y ruedas cilíndricas, el chirrido de las ruedas de los trenes que tomaban las curvas era considerable. Después de adoptar ruedas cónicas y rieles inclinados desde mediados de la década de 1980, el chirrido disminuyó enormemente. Algunos sistemas de transporte modernos, como el Bay Area Rapid Transit (BART) de San Francisco, han utilizado ruedas cilíndricas y raíles sin inclinar, pero la tendencia dominante es disponer de bandas de rodadura dotadas de conicidad para reducir el ruido causado por el contacto de las pestañas con el raíl y evitar la pérdida de adherencia de una de las ruedas en las curvas.

## Galería

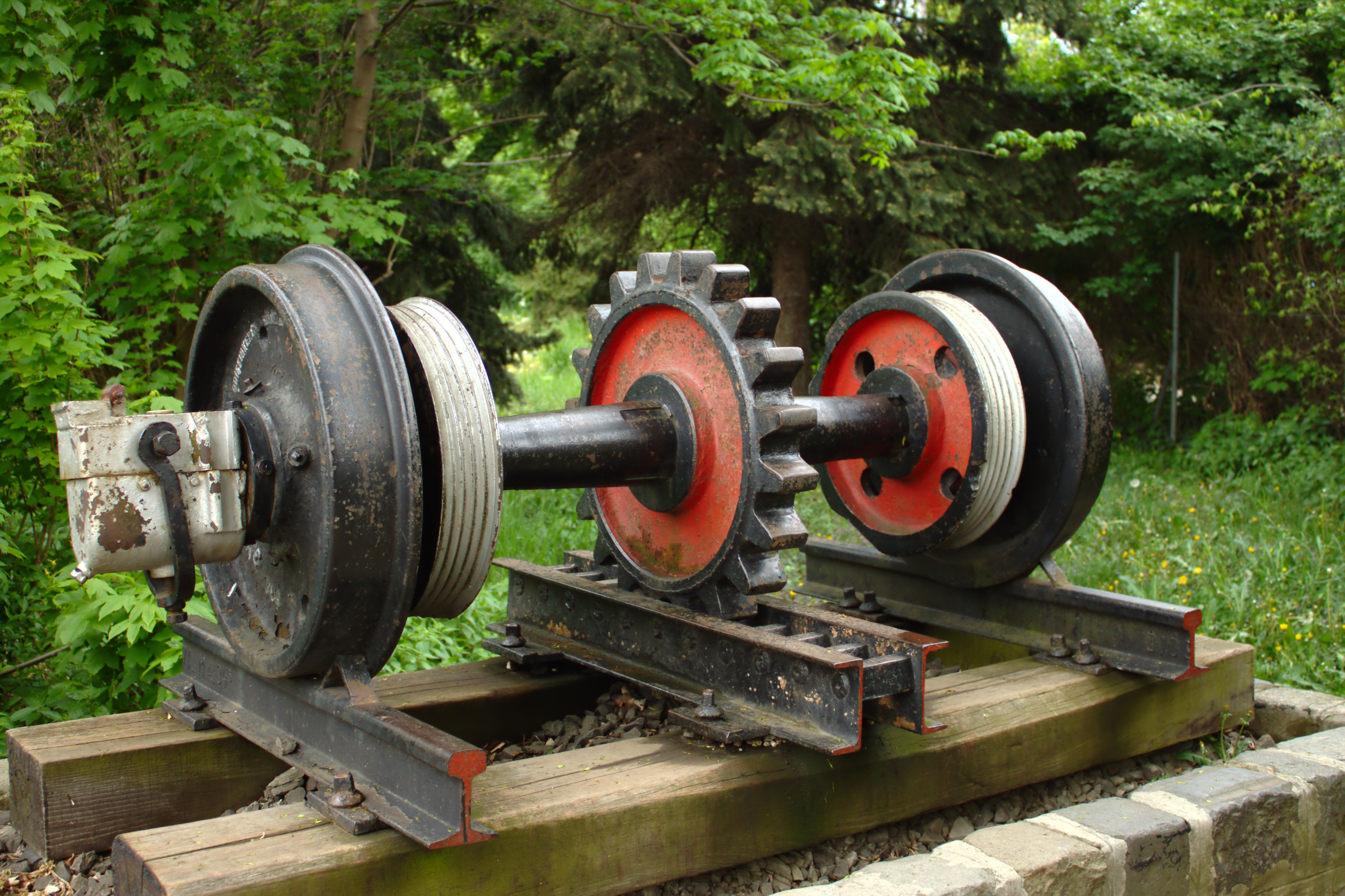
Juego de ruedas de un ferrocarril de cremallera
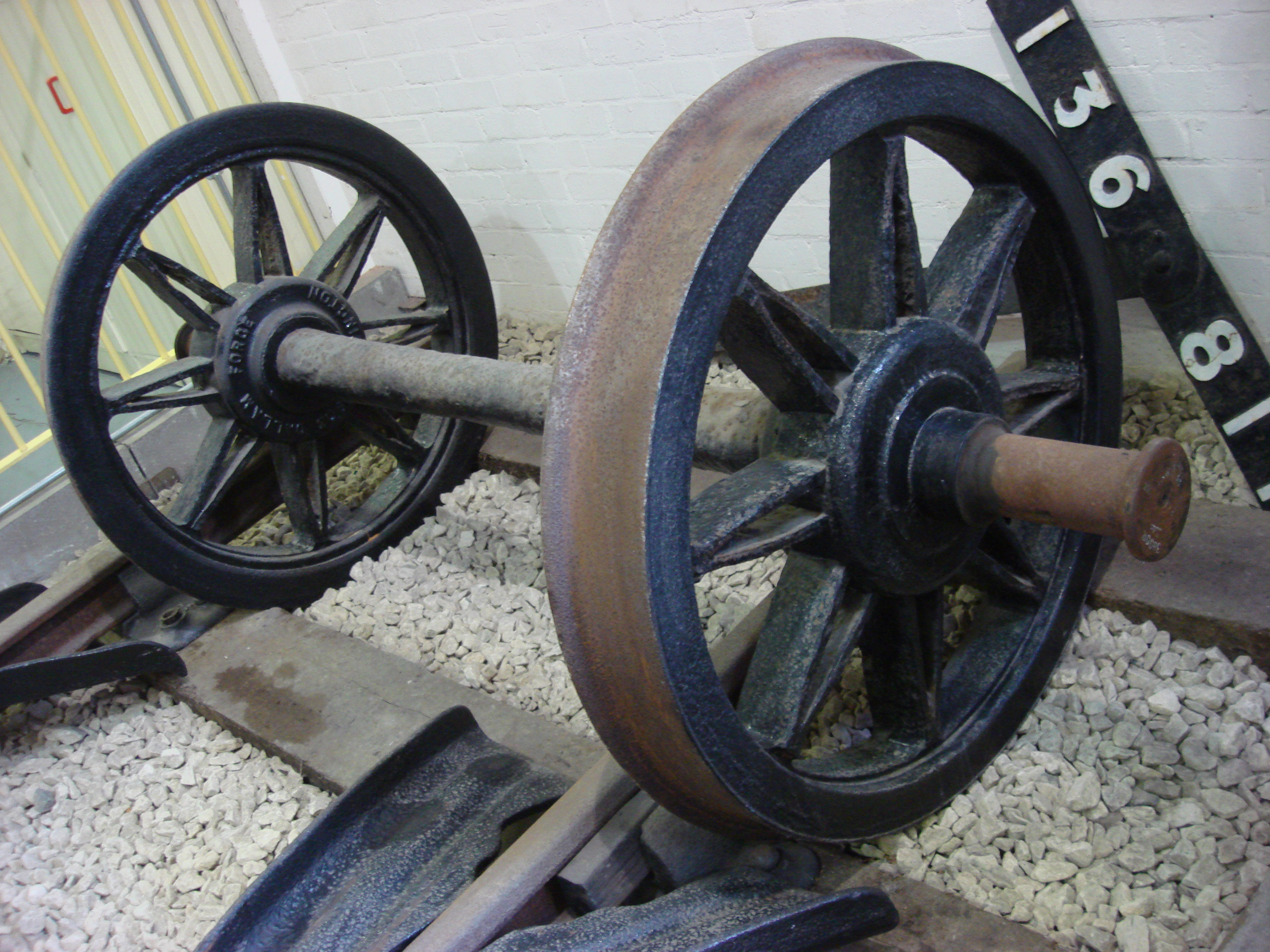
Un juego de ruedas de un vagón del GWR, equipado con cojinetes lisos
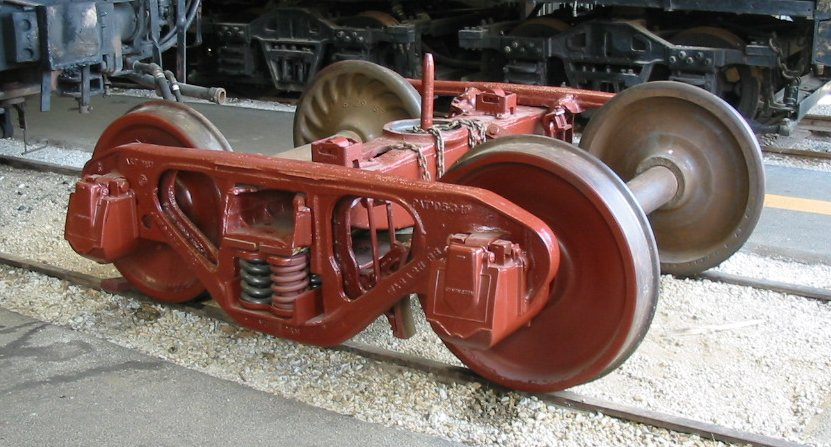
Bogie de carga norteamericano (estilo Bettendorf) (Museo del Ferrocarril de Illinois).
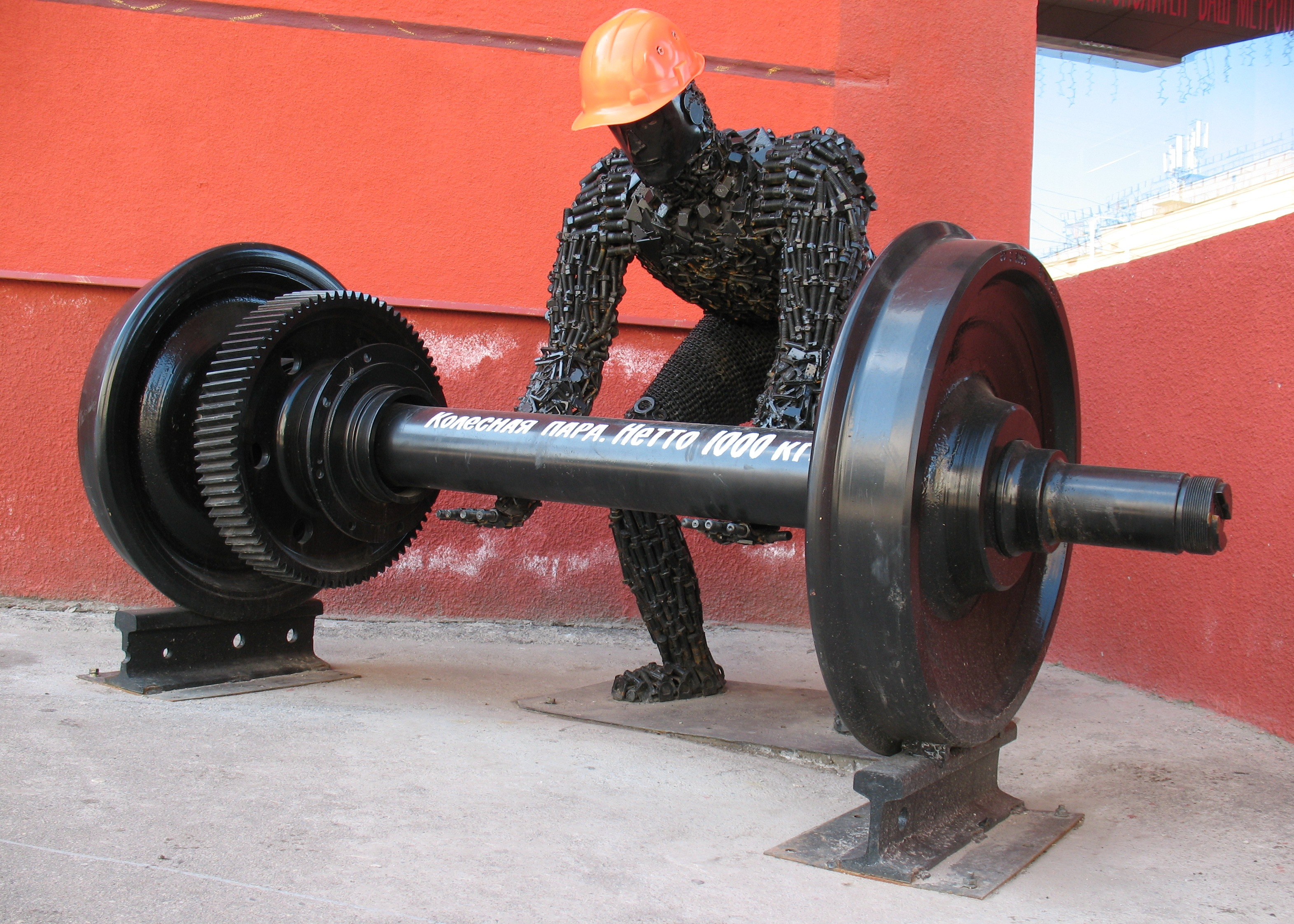
Monumento al juego de ruedas en Járkov
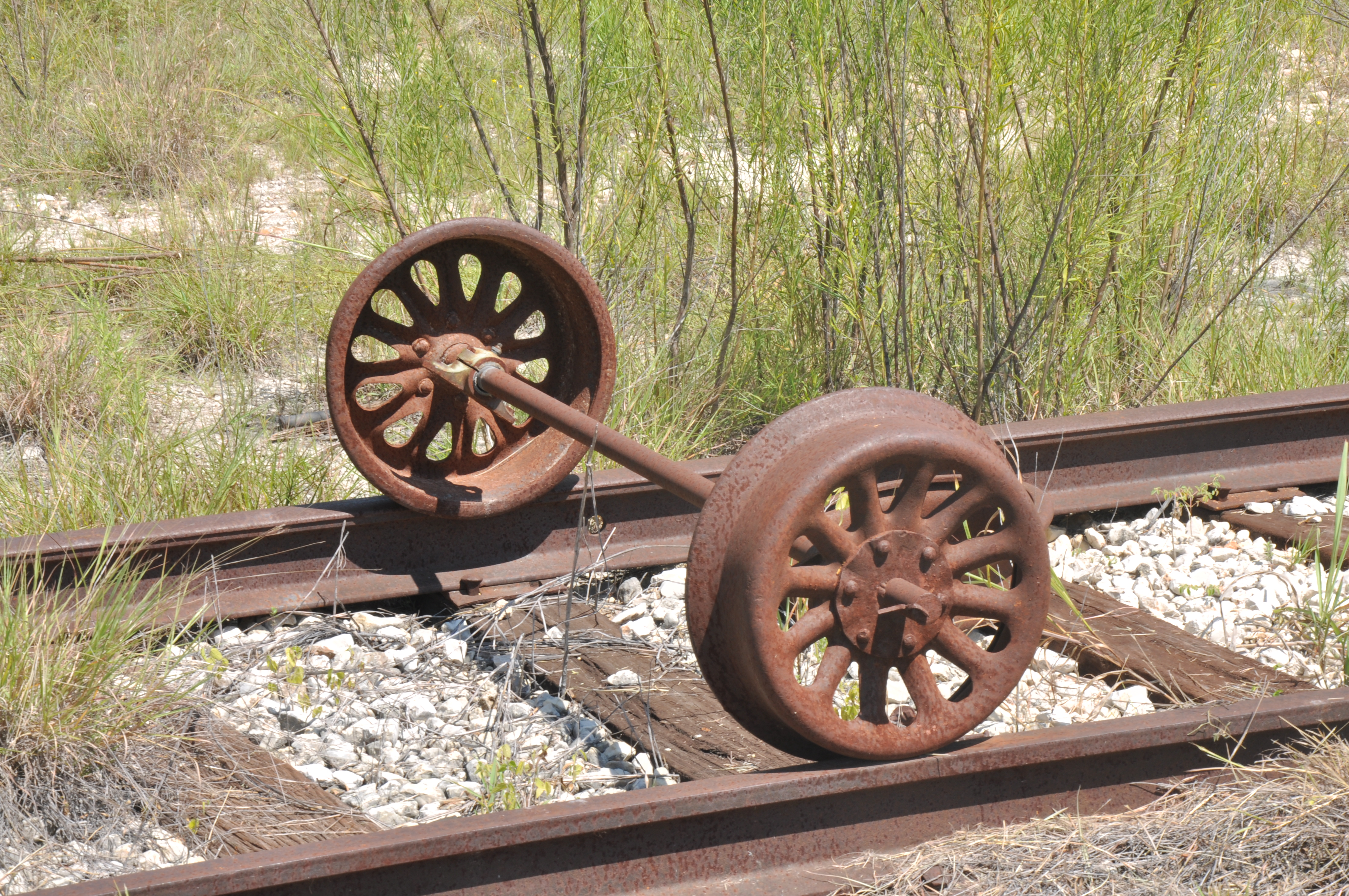
Eje ferroviario en el Museo del Transporte de Texas
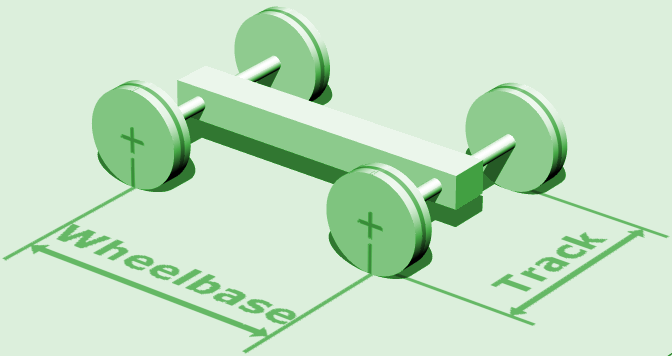
Vía (medida entre las líneas de referencia de las pestañas de las ruedas del ferrocarril)
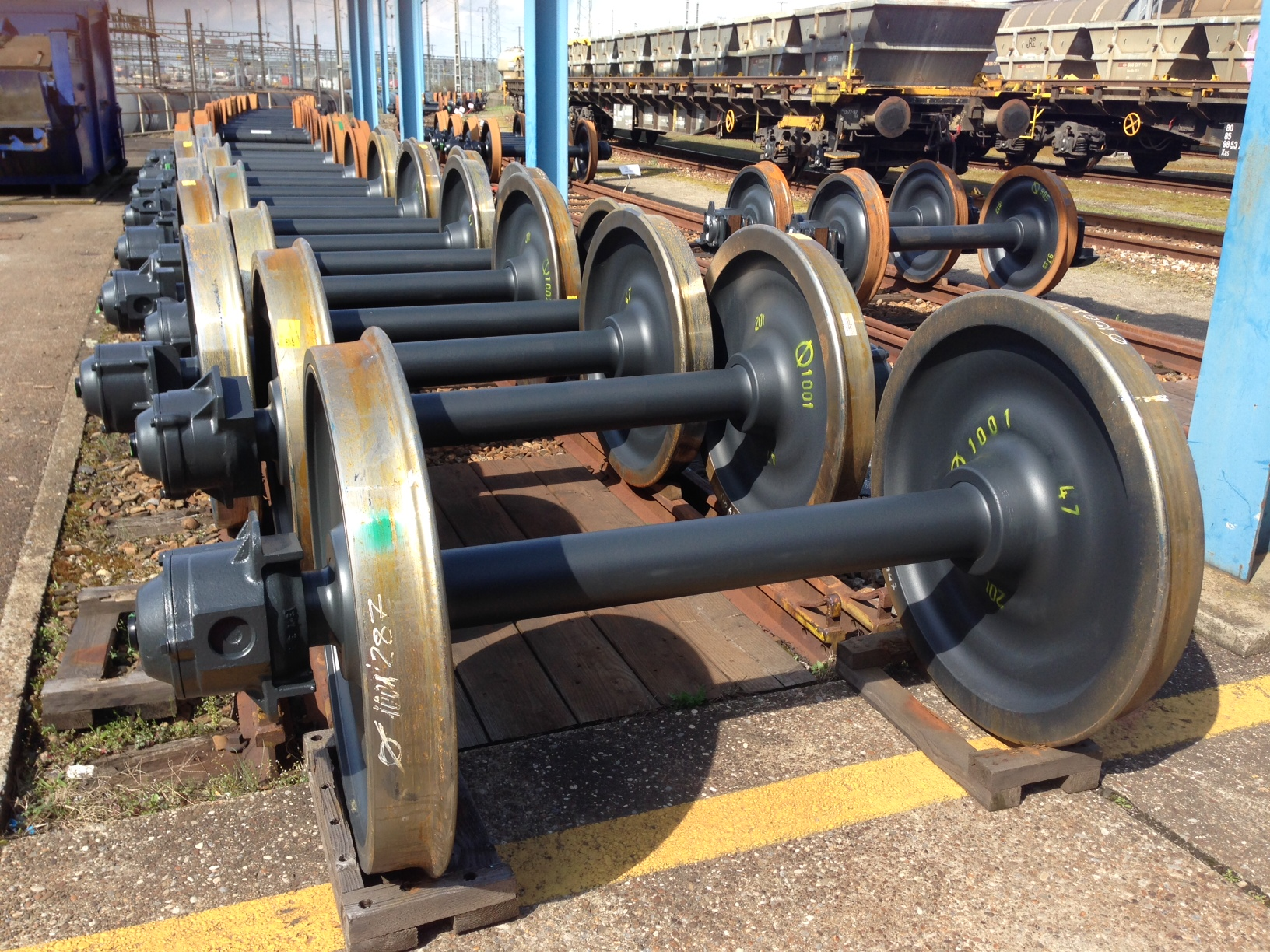
Juegos de ruedas de los Ferrocarriles Federales Suizos